# Марк Емілій Павло (консул 255 року до н. е.)
Марк Емілій Павло (лат. Marcus Aemilius Paullus; ? — після 254 до н. е.) — політичний, державний та військовий діяч Римської республіки, консул 255 року до н. е.

## Життєпис
Походив з патриціанського роду Еміліїв. Син Марка Емілія Павла, консула 302 року до н. е. Про молоді роки мало відомостей. 
Імовірно розпочав військову кар'єру за часів Першої пунічної війни. 255 року до н. е. його обрано консулом разом з Сервієм Фульвієм Петіном Нобіліором. Разом із флотом та військом вирушив до Африки, де після загибелі Регула були оточені карфагенянами. Разом з колегою рушив до Африки, де біля спочатку захопив острів Коссири (сучасна Пантелерія). Після цього консули розбили карфагенський флот у Гермейського мису, знищивши 114 кораблів.
Емілій разом з Фульвієм зняли облогу з Клупеї, проте не змогли активно діяти проти ворога. Тому вирішили евакуювати війська. Втім на зворотному шляху до Сицилії недослухалися порад капітанів й рушили до Камаріни, внаслідок чого римський флот потрапив у сильний шторм. Загинула значна кількість кораблів та легіонерів. Але у 254 році до н. е. сенат надав Марку Емілію Павлу та його колезі тріумф. Подальша доля невідома.

## Родина
- Луцій Емілій Павло, консул 219 та 216 років до н. е.